# Државна посета
Државна посета је званична посета шефа државе (или представника шефа државе) страној земљи, на позив шефа државе (или представника) те стране земље, при чему овај други такође има улогу гостопримства за време трајања државне посете. Говорећи у име домаћина, то се обично назива државним пријемом. Државне посете се сматрају највишим изразом пријатељских билатералних односа између две суверене земље, а генерално их карактерише нагласак на званичним јавним церемонијама.
Мање формалне посете од државне посете другој земљи са мањим нагласком на церемонијалне догађаје, било од стране шефа државе (њиховог представника) или шефа владе, могу се класификовати (по опадајућем редоследу величине) или као званична посета, званична радна посета, радна посета, посета госта владе или приватна посета.
У државама са парламентарним системом, док шефови држава (или њихови представници) могу формално да упућују и прихватају позиве, они то чине по савету својих шефова влада, који обично одлучују о томе када ће позив моћи бити упућен или прихваћен унапред.
Елизабета II била је шеф државе са највише посета у светској историји, са 261 званичном прекоморском посетом и 96 државних посета у 116 земаља до свог дијамантског јубилеја 2012. Иако је била суверена сваког од крунских земаља Комонвелта, у пракси је обично обављала пуне државне посете као краљица Уједињеног Краљевства, док је релевантни генерални гувернер предузимао државне посете својој земљи у име краљице. Међутим, краљица је повремено обављала неке државне и званичне посете као представник једне од њених других краљевстава Комонвелта.

## Компоненте државне посете
Државне посете обично укључују неке или све следеће компоненте (свака земља домаћин има своје традиције):
- Шефа државе (или представника) у посети одмах по доласку дочекују домаћин (или нижи званични представник, ако ће се два шефа држава касније састати на другој локацији) и његов или њен амбасадор (или други шеф мисије) акредитована у земљи домаћину.
- Поздрав из 21 пушке испаљује се у част шефа државе који је у посети.
- Војни оркестар свира две државне химне. Обично се прва свира химна земље госта.
- Смотра војне почасне гарде.
- Шеф државе у посети (или представник) се формално представља високим званичницима/представницима земље домаћина, а шеф државе домаћина се представља делегацији која прати шефа државе у посети.
- Размена поклона између два шефа држава (или представника).
- Државну вечеру, било белу или црну кравату, организује шеф државе домаћина (или представник), а шеф државе у посети је почасни гост.
- Посета законодавном телу земље домаћина, често уз позивање шефа државе (или представника) у посети да одржи формално обраћање окупљеним члановима законодавног тела.
- Посете високог профила од стране шефова држава (или представника) у посети знаменитостима земље домаћина, као што је полагање венца на војно светилиште или гробље.
- Одржавање културних догађаја који прослављају везе између два народа.

Шеф државе у посети (или њихов представник) обично је у пратњи високог министра владе, обично министра спољних послова. Иза дипломатског протокола, делегације које чине трговинске организације такође прате шефа државе у посети, нудећи прилику за умрежавање и развој економских, културних и друштвених веза са лидерима индустрије у земљи која се посећује. На крају државне посете, страни шеф државе (или представник) традиционално упућује званични позив шефу државе (или представнику) нације која се посећује, а који ће у неко друго време у будућности доћи у реципрочну државну посету.
Док се трошкови државне посете обично сносе из државних фондова земље домаћина, већина нација угошћује мање од десет државних посета годишње, а неке и само две. Већина страних шефова држава (или њихових представника) ће боравити у званичној резиденцији шефа државе (или представника) који је домаћин државне посете, у гостињској кући резервисаној за стране посетиоце или у амбасади своје земље која се налази у страној нацији која се посећује.
Државне посете познатих светских лидера или личности, као што су британски монарх, председник Сједињених Америчких Држава или папа, често изазивају велики публицитет и велику масу људи. Повремено, међу њима се могу наћи и демонстранти.